# Czechy na Letnich Igrzyskach Olimpijskich 2008
Czechy na Letnich Igrzyskach Olimpijskich 2008 reprezentowało 134 zawodników.
Był to czwarty występ reprezentacji Czech na letnich igrzyskach olimpijskich.

## Zdobyte medale
| Medal  | Zawodnik                      | Dyscyplina sportowa | Konkurencja                                    |
| ------ | ----------------------------- | ------------------- | ---------------------------------------------- |
| Złoto  | Kateřina Emmons               | Strzelectwo         | Karabin pneumatyczny 10 m kobiet               |
| Złoto  | David Kostelecký              | Strzelectwo         | Trap mężczyzn                                  |
| Złoto  | Barbora Špotáková             | Lekkoatletyka       | Rzut oszczepem kobiet                          |
| Srebro | Kateřina Emmons               | Strzelectwo         | Karabin małokalibrowy trzy postawy 50 m kobiet |
| Srebro | Ondřej Štěpánek Jaroslav Volf | Kajakarstwo         | C-2 mężczyzn                                   |
| Srebro | Ondřej Synek                  | Wioślarstwo         | M1x (jedynka)                                  |